# Hindersby, Kyrkslätt
Hindersby (finska: Heikkilä) är en tätort och by i Kyrkslätt i landskapet Nyland i Finland som huvudsakligen byggdes på 1980-talet. Hindersby, som tidigare bland annat kallades Henriksby och Henrizby bol,
 ligger cirka två kilometer från Kyrkslätts centrum.
Hindersby begränsas av Gamla Kustvägen, Tollsvägen, kustbanan och Jolkbyån. Största delen av området består av egnahemshus men det finns också höghus vid Hindersbytorget. Mellan Hindersby och Kyrkdalen finns ett bostadsområde för seniorer, Mikaeligården. Den närmaste skolan är Heikkilän koulu som trots namnet finns i Jolkby.
Kyrkslätts kommunhus var tidigare inrymt i det gamla sjukhuset i Hindersby. Ett nytt kommunhus öppnades i Kyrkslätts centrum år 2012.
I Hindersby finns också en fotbollsplan.
Bebyggelsen i Hindersbyområdet är unik i Kyrkslätt. Här finns både före detta sytningsvillor och hantverkarbostäder samt bondgårdar med ekonomibyggnader. Många byggnader härstammar från början av 1900-talet, men även äldre byggnader finns. Bosättningen och bebyggelsen har under historisk tid utgått från hemmanen. Den äldsta bosättningen har funnits på bytomten, ungefär där Åminne och den forna folkskoltomten finns i dag. Bebyggelsen har spritt sig då det på hemmanens mark har uppförts torp, backstugor, sytningsbyggnader och andra bostäder för folket på gårdarna. Hindersby bestod tidigare av tre gårdar, Bisar, Knuts och Jofs. Bisar delades omkring 1805 i Övre Bisar och Nedre Bisar medan Knuts och Jofs förenades i mitten av 1800-talet och fick namnet Åminne. En följd av hemmansdelningen och sammanslagningen var att antalet hemman i byn förblev tre. I Hindersby fanns ett fjärde hemman, Teglas, en s.k. utbysskatt som hörde under Korkkulla.  